# Guy A. Lepage
Guy A. Lepage (nascut Guy Lepage el 30 d'agost 1960, a Mont-real, al Quebec, Canadà) és un humorista, actor, guionista, animador et productor quebequès. El 2006, és sobretot conegut per l'animació de la versió quebequesa de l'emissió "Tout le monde en parle" (Tothom en parla). Abans d'això, va fer part del grup humorístic quebequès "Rock et Belles Oreilles" (Rock i orelles boniques). Era l'actor masculí principal de la série quebequèsa "Un gars, une fille" (Un paio, una dona), del qual fou el creador i del qual el concepte ha estat exportat internacionalment.
Des de 1997 fins a 2003, s'ha dedicat a crear petites escenes per la sèrie "Un gars, une fille", donant-se el paper principal masculí. Quan aquesta série va conèixer un èxit popular important, es va concentrar sobre la producció, tot conservant el seu antic paper.
Lepage era el marit de la directora de l'Escola nacional de l'humor, Louise Richer, de 1985 a 2005. Junts, tenen un nen, Théo, nascut el 1991.
Des de llavors comparteix la vida de Mélanie Campeau que a donat naixença a la seva filla Béatrice al febrer 2010.